# العلاقات الأرجنتينية النيكاراغوية
العلاقات الأرجنتينية النيكاراغوية هي العلاقات الثنائية التي تجمع بين الأرجنتين ونيكاراغوا.

## مقارنة بين البلدين
هذه مقارنة عامة ومرجعية للدولتين:
| وجه المقارنة                                              | الأرجنتين                                               | نيكاراغوا        |
| --------------------------------------------------------- | ------------------------------------------------------- | ---------------- |
| المساحة (كم2)                                             | 2.78 مليون                                              | 130.38 ألف       |
| عدد السكان (نسمة)                                         | 44.27 مليون                                             | 6.22 مليون       |
| الكثافة السكانية (ن./كم²)                                 | 15.92                                                   | 47.71            |
| العاصمة                                                   | بوينس آيرس                                              | ماناغوا          |
| اللغة الرسمية                                             | اللغة الإسبانية                                         | اللغة الإسبانية  |
| العملة                                                    | البيزو الأرجنتيني 1983 ‏، بيزو أرجنتيني، أسترال أرجنتيني | كوردبا نيكاراغوا |
| الناتج المحلي الإجمالي (بليون دولار)                      | 637.59 مليار                                            | 13.81 مليار      |
| الناتج المحلي الإجمالي (تعادل القوة الشرائية) بليون دولار | 883.02 مليار                                            | 31.63 مليار      |
| الناتج المحلي الإجمالي الاسمي للفرد دولار أمريكي          | 13.43 ألف                                               | 2.09 ألف         |
| الناتج المحلي الإجمالي للفرد دولار أمريكي                 |                                                         | 4.92 ألف         |
| مؤشر التنمية البشرية                                      | 0.827                                                   | 0.631            |
| رمز المكالمات الدولي                                      | +54                                                     | +505             |
| رمز الإنترنت                                              | .ar                                                     | .ni              |
| المنطقة الزمنية                                           | 00                                                      | 00               |

## مدن متوأمة
في ما يلي قائمة باتفاقيات التوأمة بين مدن أرجنتينية ونيكاراغوية:
- ترتبط جيوليجياشو مع غرناطة (نيكاراغوا) باتفاقية توأمة.

## منظمات دولية مشتركة
يشترك البلدان في عضوية مجموعة من المنظمات الدولية، منها:
| علم المنظمة | اسم المنظمة                                                          | تاريخ انضمام الأرجنتين | تاريخ انضمام نيكاراغوا |
| ----------- | -------------------------------------------------------------------- | ---------------------- | ---------------------- |
|             | مؤسسة التنمية الدولية                                                | 3 أغسطس 1962           | 30 ديسمبر 1960         |
|             | منظمة التجارة العالمية                                               | ?                      | ?                      |
|             | مؤسسة التمويل الدولية                                                | 13 أكتوبر 1959         | 20 يوليو 1956          |
|             | منظمة حظر الأسلحة الكيميائية                                         | ?                      | ?                      |
|             | الأمم المتحدة                                                        | 24 أكتوبر 1945         | 24 أكتوبر 1945         |
|             | الاتحاد الدولي للاتصالات                                             | 1889                   | 12 مايو 1926           |
|             | بنك أمريكا الوسطى للتكامل الاقتصادي ‏                                 | ?                      | ?                      |
|             | البنك الدولي للإنشاء والتعمير                                        | 20 سبتمبر 1956         | 14 مارس 1946           |
|             | منظمة الشرطة الجنائية الدولية                                        | ?                      | ?                      |
|             | المركز الدولي لتسوية المنازعات الاستشارية                            | 18 نوفمبر 1994         | 19 أبريل 1995          |
|             | وكالة ضمان الاستثمار متعدد الأطراف                                   | 11 فبراير 1992         | 12 يونيو 1992          |
|             | الاتحاد البريدي العالمي                                              | ?                      | ?                      |
|             | وكالة حظر الأسلحة النووية في أمريكا اللاتينية ومنطقة البحر الكاريبي ‏ | ?                      | ?                      |
|             | يونسكو                                                               | 15 سبتمبر 1948         | 22 فبراير 1952         |

## وصلات خارجية
- موقع وزارة الخارجية الأرجنتينية
- موقع وزارة الخارجية النيكاراغوية